# HD118214
HD118214 — хімічно пекулярна зоря спектрального класу A0, що має видиму зоряну величину в смузі V приблизно  5,6.
Вона  розташована на відстані близько 277,1 світлових років від Сонця.

## Фізичні характеристики
Зоря HD118214 обертається 
досить швидко 
навколо своєї осі. Проєкція її екваторіальної швидкості на промінь зору становить  Vsin(i)=149км/сек.

## Пекулярний хімічний склад
Зоряна атмосфера HD118214 має підвищений вміст 
Si
.